# I Can Jive
I Can Jive är ett studioalbum från 1979 av rockartisten Jerry Williams, utgivet på LP och kassett .

## Låtlista
1. I Can Jive
2. Billy Jean, Charlie Brown and Susie Q
3. I Believe
4. I Need You
5. Rock Me, Roll Me
6. Big Bad Wolf
7. Roll With the Punches
8. Scandinavian Dynamite
9. Hooked on You
10. I'm a Rock 'n' Roller
11. Rockabilly Willie and the Dang-a-Lang Band
12. Someday

## Medverkande musiker
- Roadwork
  - Peder Sundahl - trummor, slagverk
  - Caj Högberg - elbas, elgitarr, piano
  - Ingemar Rogefeldt - elgitarr
  - Dougie Lawton - elgitarr

## Listplaceringar
| Lista (1979) | Topplacering |
| ------------ | ------------ |
| Sverige      | 12           |

### Fotnoter
1. ↑  Information i Svensk mediedatabas.
2. ↑  Listplacering